# Сингх, Бадлу
Бадлу Сингх (англ. Badlu Singh, ноябрь 1876 — 23 сентября 1918) — индийский кавалер креста Виктории, высшей воинской награды за героизм проявленный в боевой обстановке, которая может быть вручена военнослужащим стран Содружества и прежних территорий Британской империи.

## Биография
Бадлу Сингх родился в джатской семье в деревне Дхакла, Харьяна, Британской Индии. К 42 годам он был рисальдаром 14-го полка джатских уланов, прикреплённому к 29-му уланскому полку (деканской конницы). За свои действия на западном берегу реки Иордан (территория современного Израиля), Палестина, 23 сентября 1918 года был представлен к награде.
В официальном объявлении о награде говорилось:
За проявление выдающейся храбрости и самопожертвования. Утром 23 сентября 1918 года его эскадрон атаковал укреплённую вражескую позицию на западном берегу реки Иордан, в районе, расположенном между рекой и деревней Самаривех.
В ходе атаки рисальдар Бадлу Сингх обратил внимание, что его эскадрон оказался под неприятельским огнём с левого фланга и понёс потери. Огонь вёлся с небольшого холма, где укрепилось несколько пулемётов и 200 пехотинцев. Без малейших колебаний рисальдар собрал шестерых своих подчинённых и с величайшим порывом и полным пренебрежением к опасности бросился в атаку и захватил позицию, спасая тем самым эскадрон от тяжёлых потерь. На самой вершине холма он был смертельно ранен при захвате одного из пулемётов, потеряв при этом одну руку. Но при этом он успел принудить оставшихся пулемётчиков и пехоту сдаться в плен.

За свою доблесть и инициативу он был награждён наивысшей наградой.
Сингх был кремирован на месте своей гибели. Имя упомянуто на мемориале в Гелиополе. Вручённый ему крест Виктории хранится в экспозиции Имперского военного музея, в Лондоне.